# Manoir de La Vignolle (Souzay-Champigny)
Ne doit pas être confondu avec Manoir de La Vignolle (Turquant).
Le manoir de La Vignolle est un manoir situé à Souzay-Champigny, en France.

## Localisation
Le manoir est situé dans le département français de Maine-et-Loire, sur la commune de Souzay-Champigny.

## Description
Il s'agit d'un établissement historique et semi-troglodytique, profitant de la falaise de la Loire,.

## Historique
Selon la tradition, l'établissement remonte au XVe siècle. Il fut bâti et était possédé par la famille des Vignolles (ou de La Vignolle) qui était en service pour le roi René d'Anjou. Il s'agissait d'un de ses manoirs.
En 1480, à la suite du décès de ce roi à Aix-en-Provence, Marguerite d'Anjou, fille et ancienne reine d'Angleterre sans ressource, fut accueillie par cette famille qui remerciait le bon roi René. Il est donc possible qu'elle ait passé ses derniers jours dans cet établissement, mais il manque de document sûr. Ainsi, son testament, daté du 2 août 1482, ne mentionnait pas le lieu de signatures.  

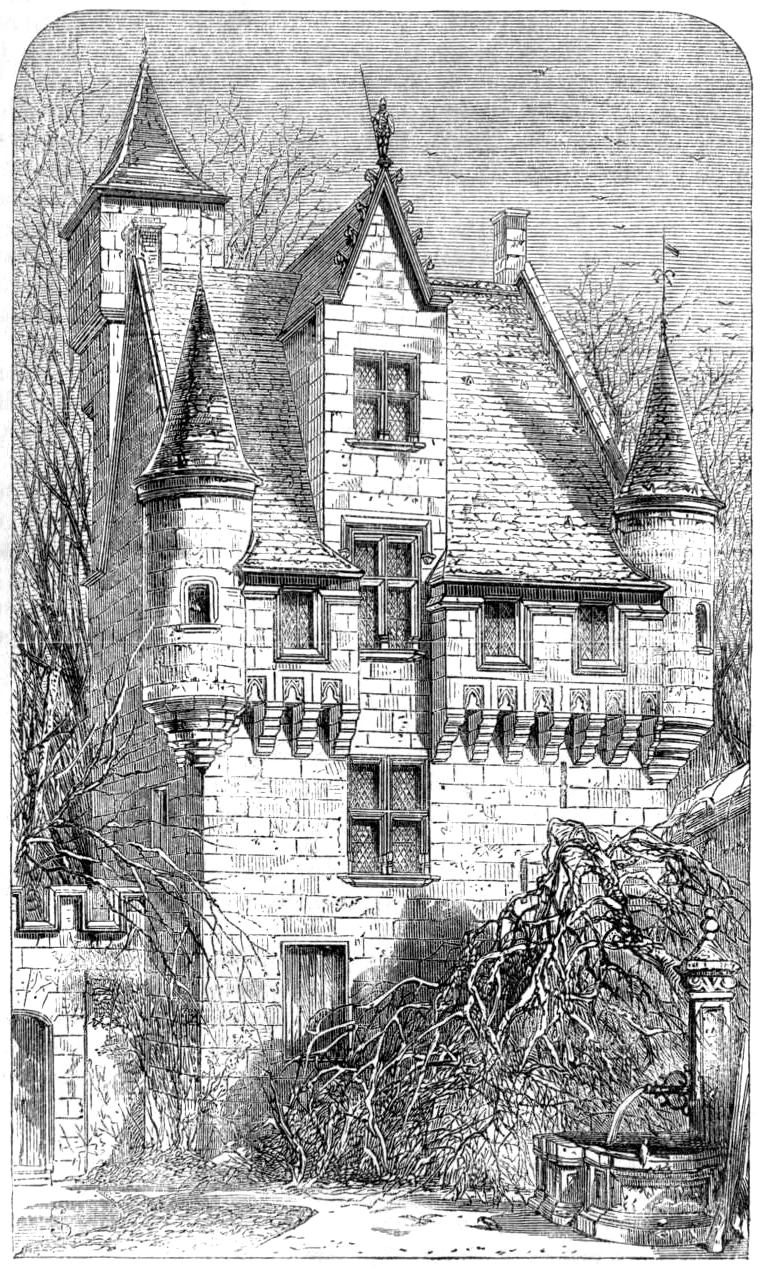
Dessin publié en 1863 outre-Manche.

Un dessin de cet établissement fut publié le 16 mai 1863 en Angleterre. Il s'agissait du magazine Once a Week (p. 587 ), qui s'intéressait le destin tragique de Marguerite d'Anjou. Mais par erreur, le titre « Château de Dampierre » était attribué à ce dessin.
L'édifice est inscrit au titre des monuments historiques le 29 juin 1990.
Le manoir reste établissement privé.